# Jackson (condado de Adams, Wisconsin)
Jackson es un pueblo ubicado en el condado de Adams en el estado estadounidense de Wisconsin. En el Censo de 2010 tenía una población de 1.003 habitantes y una densidad poblacional de 10,84 personas por km².

## Geografía
Jackson se encuentra ubicado en las coordenadas 43°46′51″N 89°39′7″O / 43.78083, -89.65194. Según la Oficina del Censo de los Estados Unidos, Jackson tiene una superficie total de 92.49 km², de la cual 89.86 km² corresponden a tierra firme y (2.85%) 2.63 km² es agua.

## Demografía
Según el censo de 2010, había 1.003 personas residiendo en Jackson. La densidad de población era de 10,84 hab./km². De los 1.003 habitantes, Jackson estaba compuesto por el 96.71% blancos, el 1% eran afroamericanos, el 0.4% eran amerindios, el 0.2% eran asiáticos, el 0% eran isleños del Pacífico, el 0.7% eran de otras razas y el 1% pertenecían a dos o más razas. Del total de la población el 2.39% eran hispanos o latinos de cualquier raza.